# The Village Green Preservation Society
The Village Green Preservation Society è un brano musicale del gruppo rock britannico The Kinks, scritto dal leader del gruppo Ray Davies e pubblicato negli Stati Uniti su 45 giri nel novembre 1968 come secondo singolo estratto dall'album The Kinks Are the Village Green Preservation Society.

## Il brano
Traccia d'apertura dell'album The Kinks Are the Village Green Preservation Society, getta le basi per la maggior parte del resto del disco. Si tratta di una nostalgica riflessione sullo stile di vita rurale della vecchia Inghilterra. Allo stesso tempo, critica i tempi moderni, l'industrializzazione selvaggia, e la perdita dei valori di una volta. Secondo AllMusic, è la traccia più conosciuta dell'album.

## Tracce singolo[2]
Reprise Records – 0847
1. The Village Green Preservation Society (Ray Davies) - 2:49
2. Do You Remember Walter? (Ray Davies) - 2:23

## Formazione
- Ray Davies – voce solista, chitarra, tastiera[3]
- Dave Davies – chitarra acustica, cori[3]
- Pete Quaife – basso, cori[3]
- Mick Avory – batteria[3]

## Cover
La canzone è stata reinterpretata dalla cantante folk Kate Rusby ed appare come bonus track nell'album Awkward Annie. Questa versione venne incisa come sigla della sitcom Jam and Jerusalem della BBC TV.
Nel 2017 una versione del pezzo ad opera della cantante pop Natalie Merchant è apparsa nella sua compilation Rarities (1998–2017).